# زوشي (كاناغاوا)

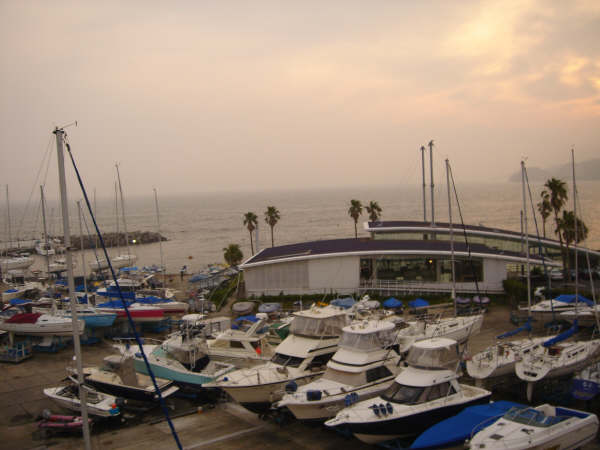
زوشي مارينا

زوشي (باليابانية: 逗子市 زوشي-شي) هي مدينة يابانية تقع في محافظة كاناغاوا.
تأسست المدينة في 15 أبريل 1954.
زوشي هي من الشواطئ المشهورة في اليابان.
زوشي هي المدينة التي تضم منطقة إيكه غو منطقة مبيت قوات البحرية الأمريكية، وتمتد على مساحة كبيرة وتحوي 854 مبنى سكني. تم افتتاحها في 1996 ويسكن فيها حوالي 3400 شخص.

## توأمة
لزوشي (كاناغاوا) اتفاقيات توأمة مع:
- نازاري

## أعلام
- يوسكي إينا
- ريوجي كيتامورا
- أيتارو أوزاوا
- ياسوناري كواباتا

## وصلات خارجية
- الموقع الرسمي باللغة اليابانية
- U.S. موقع بحارة إيكه غو باللغة الإنكليزية نسخة محفوظة 28 ديسمبر 2008 على موقع واي باك مشين.